# 争取实现革命目标人民阵线
争取实现革命目标人民阵线（突尼斯阿拉伯语：الجبهة الشعبية لتحقيق أهداف الثورة；法语：Front populaire pour la réalisation des objectifs de la révolution），简称人民阵线（الجبهة الشعبية；Front populaire），是突尼斯的一个已不存在的左翼政党联盟，成立于2012年10月7日。在2014年突尼斯议会选举中位列第四，15名候选人当选议员；在总统选举中位列第三。该联盟由霍查主义政党工人党领导，成员包括多个左翼政党和组织。
2019年6月13日，9名议员退出该联盟，该联盟的议会党团因此而解散。7月1日，这9名议员建立名为“人民阵线”的议会党团；7月22日，一个名为“人民阵线”的新政党成立，由萨法·达欧阿迪领导。该联盟领导人哈马·哈马米指责突尼斯政府试图摧毁联盟，因为政府允许“人民阵线”党注册。该联盟被迫改名为“阵线”，不再使用“人民阵线”的名称。

## 成员党
- 工人党
- 民主爱国者统一党
- 突尼斯复兴运动
- 人民潮流
- 极点
- 工人左翼联盟
- 争取自由和进步人民党
- 民主阿拉伯先锋党
- 统一人民阵线